# Сумська міська рада
Су́мська́ міська́ ра́да — орган місцевого самоврядування в Сумській області. Адміністративний центр — місто обласного значення Суми.

## Загальні відомості
- Територія ради: 145 км²
- Населення ради: 271 180 осіб (станом на 1 вересня 2012 року)

## Адміністративний устрій
Міській раді підпорядковані:
- м. Суми
  - Зарічний район
  - Ковпаківський район
- Піщанська сільська рада
  - с. Піщане
  - с. Верхнє Піщане
  - с. Житейське
  - с. Загірське
  - с. Кирияківщина
  - с. Трохименкове

## Склад ради
Рада складається з 76 депутатів та голови.
- Голова ради: Лисенко Олександр Миколайович
- Секретар ради: Баранов Андрій Володимирович

### Керівний склад попередніх скликань
| ПІБ                           | Основні відомості                                                                                | Дата обрання | Дата звільнення |
| ----------------------------- | ------------------------------------------------------------------------------------------------ | ------------ | --------------- |
| Мінаєв Геннадій Михайлович    | Міський голова, 1963 року народження, освіта вища, безпартійний                                  | 26.03.2006   | 31.10.2010      |
| Мінаєв Геннадій Михайлович    | Міський голова, 1963 року народження, освіта вища, безпартійний                                  | 31.10.2010   | 27.02.2014      |
| Лисенко Олександр Миколайович | Міський голова, 1971 року народження, освіта вища, член Всеукраїнського об'єднання «Батьківщина» | 25.05.2014   |                 |

Примітка: таблиця складена за даними джерела

### Депутати
За результатами місцевих виборів 2010 року:
- Кількість депутатських мандатів у раді: 76
- Кількість депутатських мандатів, отриманих кандидатами у депутати за результатами виборів: 77

#### За суб'єктами висування
| Суб'єкт висування                                       | Кількість обраних депутатів | %    |
| ------------------------------------------------------- | --------------------------- | ---- |
| Політична партія Всеукраїнське об'єднання «Батьківщина» | 37                          | 48,1 |
| Політична партія «Рідне місто»                          | 24                          | 31,2 |
| Партія регіонів                                         | 9                           | 11,7 |
| Політична партія «Фронт Змін»                           | 5                           | 6,5  |
| Комуністична партія України                             | 2                           | 2,6  |

#### За округами
| № округу                                                | Прізвище, ім'я, по батькові        | Дата визнання обраним | Освіта         | Партійна приналежність                        | Відомості про обраного депутата |
| ------------------------------------------------------- | ---------------------------------- | --------------------- | -------------- | --------------------------------------------- | --- |
| Комуністична партія України                             |                                    |                       |                |                                               | |
| б/м                                                     | Дейніченко Наталія Леонідівна      | 05.11.2010            | Освіта вища    | член Комуністичної партії України             | Центральний комітет Компартії України, 1-й секретар Сумського міськкому КПУ                                                            |
| б/м                                                     | Солобаєв Володимир Якович          | 05.11.2010            | Освіта вища    | член Комуністичної партії України             | пенсіонер |
| Партія регіонів                                         |                                    |                       |                |                                               | |
| б/м                                                     | Мовчан Олексій Леонідович          | 05.11.2010            | Освіта вища    | член Партії регіонів                          | ВАТ «Сумигаз», радник голови правління                                                                                                 |
| б/м                                                     | Науменко Сергій Іванович           | 05.11.2010            | Освіта вища    | член Партії регіонів                          | ТОВ «Інвестор-96», генеральний директор                                                                                                |
| б/м                                                     | Грек Андрій Сергійович             | 05.11.2010            | Освіта вища    | член Партії регіонів                          | ТОВ «Сумське машинобудівне нуково-виробниче об'єднання», директор                                                                      |
| б/м                                                     | Бабенко Ігор Анатолійович          | 05.11.2010            | Освіта вища    | член Партії регіонів                          | Інтернет-клуб «Spider», директор |
| б/м                                                     | Перепека Юрій Олександрович        | 22.12.2010            | Освіта вища    | член Партії регіонів                          | приватний підприємець |
| 12                                                      | Перепека Ігор Олександрович        | 05.11.2010            | Освіта вища    | член Партії регіонів                          | приватний підприємець |
| 18                                                      | Саченко Микола Володимирович       | 05.11.2010            | Освіта вища    | позапартійний                                 | Піщанська загальноосвітня школа І-ІІ ст., директор                                                                                     |
| 24                                                      | Жиленко Віталій Миколайович        | 05.11.2010            | Освіта середня | член Партії регіонів                          | ТОВ «Сумбудтранс», директор |
| 33                                                      | Костюк Валентин Григорович         | 05.11.2010            | Освіта вища    | позапартійний                                 | Приватне ремонтно-будівельне підприємство «Рембуд», директор                                                                           |
| Політична партія Всеукраїнське об'єднання «Батьківщина» |                                    |                       |                |                                               | |
| б/м                                                     | Волонтирець Віктор Мефодійович     | 05.11.2010            | Освіта вища    | член Всеукраїнського об'єднання «Батьківщина» | Сумська міська рада, керуючий справами виконавчого комитету                                                                            |
| б/м                                                     | Лисенко Олександр Миколайович      | 05.11.2010            | Освіта вища    | член Всеукраїнського об'єднання «Батьківщина» | приватний підприємець |
| б/м                                                     | Мотречко Віра Володимирівна        | 05.11.2010            | Освіта вища    | член Всеукраїнського об'єднання «Батьківщина» | Сумська міська рада, начальник відділу у справах сім'ї, молоді та спорту                                                               |
| б/м                                                     | Войтенко Володимир Володимирович   | 05.11.2010            | Освіта вища    | член Всеукраїнського об'єднання «Батьківщина» | ТОВ «Магазин № 218», директор |
| б/м                                                     | Шилов Володимир Олександрович      | 05.11.2010            | Освіта вища    | член Всеукраїнського об'єднання «Батьківщина» | ТОВ «Імпульс», директор |
| б/м                                                     | Малюк Олександр Олександрович      | 05.11.2010            | Освіта середня | член Всеукраїнського об'єднання «Батьківщина» | ВАТ «Сумський завод продтоварів», директор                                                                                             |
| б/м                                                     | Гордієнко Віктор Володимирович     | 05.11.2010            | Освіта вища    | член Всеукраїнського об'єднання «Батьківщина» | ТОВ «Сумський завод гмотехнічних виробів», генеральний директор                                                                        |
| б/м                                                     | Лисий Вадим Вікторович             | 05.11.2010            | Освіта вища    | член Всеукраїнського об'єднання «Батьківщина» | Центр матері та дитини «Тонус», директор                                                                                               |
| б/м                                                     | Боженко Олександр Олександрович    | 05.11.2010            | Освіта середня | член Всеукраїнського об'єднання «Батьківщина» | тимчасово не працює |
| б/м                                                     | Бабічев Юрій Олександрович         | 05.11.2010            | Освіта вища    | член Всеукраїнського об'єднання «Батьківщина» | приватний підприємець |
| б/м                                                     | Кушнір Ігор Григорович             | 05.11.2010            | Освіта вища    | член Всеукраїнського об'єднання «Батьківщина» | приватний підприємець |
| б/м                                                     | Кучеренко Василь Олександрович     | 28.05.2012            | Освіта середня | член Всеукраїнського об'єднання «Батьківщина» | приватний підприємець |
| 1                                                       | Фірсова Ольга Василівна            | 05.11.2010            | Освіта середня | член Всеукраїнського об'єднання «Батьківщина» | Сумське міське відділення ВО ветеранів, голова                                                                                         |
| 3                                                       | Братушка Юрій Васильович           | 05.11.2010            | Освіта вища    | член Всеукраїнського об'єднання «Батьківщина» | ВАТ «СМНВО ім. Фрунзе», диспетчер планово-диспетчерського управління                                                                   |
| 4                                                       | Репетун Олександр Миколайович      | 05.11.2010            | Освіта вища    | член Всеукраїнського об'єднання «Батьківщина» | ПП «Равена», директор |
| 5                                                       | Бурбика Віталій Олександрович      | 05.11.2010            | Освіта вища    | член Всеукраїнського об'єднання «Батьківщина» | фізична особа-підприємець |
| 6                                                       | Гончаров Василь Миколайович        | 05.11.2010            | Освіта вища    | член Всеукраїнського об'єднання «Батьківщина» | ВАТ «СМНПО ім. Фрунзе», голова профспілки виробництва ГПА і компресорів                                                                |
| 7                                                       | Вегера Олександр Олексійович       | 05.11.2010            | Освіта вища    | член Всеукраїнського об'єднання «Батьківщина» | КП «Шляхрембуд», керівник |
| 8                                                       | Гученко Володимир Володимирович    | 05.11.2010            | Освіта вища    | член Всеукраїнського об'єднання «Батьківщина» | ТОВ «Енергомаш», директор |
| 9                                                       | Гончаренко Тетяна Петрівна         | 05.11.2010            | Освіта вища    | член Всеукраїнського об'єднання «Батьківщина» | Українська Академія Банківськой Справи, заступник декана обліково-фінінансового факультету                                             |
| 10                                                      | Калініченко В'ячеслав Анатолійович | 05.11.2010            | Освіта вища    | член Всеукраїнського об'єднання «Батьківщина» | Агропромислова компанія «Агротехніка», директор                                                                                        |
| 11                                                      | Степченко Віктор Іванович          | 05.11.2010            | Освіта вища    | член Всеукраїнського об'єднання «Батьківщина» | Сумській міський район електричних мереж, начальник                                                                                    |
| 13                                                      | Кібальник Оксана Яківна            | 05.11.2010            | Освіта вища    | член Всеукраїнського об'єднання «Батьківщина» | СУМДу ім. А. С. Макаренка, доцент кафедри теорії та методики фізичного виховання                                                       |
| 16                                                      | Липова Світлана Андріївна          | 05.11.2010            | Освіта вища    | член Всеукраїнського об'єднання «Батьківщина» | Фінансове управління Сумської міської ради, начальник управління                                                                       |
| 19                                                      | Салатенко Семен Павлович           | 05.11.2010            | Освіта вища    | член Всеукраїнського об'єднання «Батьківщина» | тимчасово не працює |
| 22                                                      | Галенін Роман Володимирович        | 05.11.2010            | Освіта вища    | член Всеукраїнського об'єднання «Батьківщина» | СНАУ, доцент |
| 23                                                      | Калінінська Тетяна Сергіївна       | 05.11.2010            | Освіта вища    | член Всеукраїнського об'єднання «Батьківщина» | Сумська міська рада, заступник начальника управління соціально-економічного розвитку міської ради                                      |
| 25                                                      | Прохода Микола Петрович            | 05.11.2010            | Освіта вища    | член Всеукраїнського об'єднання «Батьківщина» | Сумський порцеляновий завод, головний інженер                                                                                          |
| 26                                                      | Діхтяр Володимир Олексійович       | 05.11.2010            | Освіта вища    | член Всеукраїнського об'єднання «Батьківщина» | фізична особа-підприємець |
| 27                                                      | П'ятаченко Сергій Васильович       | 28.01.2014            | Освіта вища    | позапартійний                                 | Семський державний педагогічний інститут ім. А. С. Макаренка, доцент                                                                   |
| 28                                                      | Шнітке Юрій Вольдемарович          | 05.11.2010            | Освіта вища    | член Всеукраїнського об'єднання «Батьківщина» | ТОВ ВКФ «Волькар», директор |
| 30                                                      | Сагач Анатолій Григорович          | 05.11.2010            | Освіта вища    | член Всеукраїнського об'єднання «Батьківщина» | ТОВ «Номак-Інвест», директор |
| 32                                                      | Чабада Віктор Миколайович          | 05.11.2010            | Освіта вища    | член Всеукраїнського об'єднання «Батьківщина» | Офіційний тижневик Сумської ради «Суми і Сумчани», заступник головного редактора                                                       |
| 34                                                      | Коваленко Віктор Володимирович     | 05.11.2010            | Освіта вища    | член Всеукраїнського об'єднання «Батьківщина» | ВАТ «Сумиоблагротехсервіс», заступник генерального директора                                                                           |
| 36                                                      | Ніконорова Любов Максимівна        | 05.11.2010            | Освіта вища    | член Всеукраїнського об'єднання «Батьківщина» | загальноосвітня школа № 21, вчитель |
| 37                                                      | Пархоменко Микола Миколайович      | 05.11.2010            | Освіта вища    | член Всеукраїнського об'єднання «Батьківщина» | ВАТ «Сумиобленерго», інженер |
| 38                                                      | Теліженко Олександр Михайлович     | 05.11.2010            | Освіта вища    | член Всеукраїнського об'єднання «Батьківщина» | Сумський державний університет, завідувач кафедри управління                                                                           |
| Політична партія «Рідне місто»                          |                                    |                       |                |                                               | |
| б/м                                                     | Ярова Алла Григорівна              | 05.11.2010            | Освіта вища    | позапартійна                                  | ДВНЗ «УАБС НБУ», проректор |
| б/м                                                     | Малюк Сергій Володимирович         | 05.11.2010            | Освіта вища    | позапартійний                                 | СМБФ «За чисте місто», директор |
| б/м                                                     | Рябоконь Андрій Борисович          | 05.11.2010            | Освіта середня | позапартійний                                 | Виконавчий комітет Сумської міської ради, заступник міського голови Сумська обл., м. Суми з питань діяльності виконавчих органів влади |
| б/м                                                     | Пустовий Андрій Іванович           | 05.11.2010            | Освіта вища    | позапартійний                                 | Сумська міська клінічна лікарня № 5, завідувач хірургічного відділення № 2                                                             |
| б/м                                                     | Донцова Ольга Іванівна             | 05.11.2010            | Освіта вища    | позапартійна                                  | Сумська міська рада, начальник правового управління                                                                                    |
| б/м                                                     | Жук Анатолій Володимирович         | 05.11.2010            | Освіта вища    | позапартійний                                 | ТОВ «Стеф», юрист-консультант |
| б/м                                                     | Шевель Ігор Миколайович            | 05.11.2010            | Освіта вища    | позапартійний                                 | тимчасово не працює |
| б/м                                                     | Бондар Анатолій Пилипович          | 05.11.2010            | Освіта вища    | позапартійний                                 | Виконавчий комітет Сумської міської ради, заступник міського голови Сумська обл., м. Суми                                              |
| б/м                                                     | Панченко Сергій Михайлович         | 05.11.2010            | Освіта вища    | позапартійний                                 | Виконавчий комітет Сумської міської ради, заступник міського голови Сумська обл., м. Суми                                              |
| б/м                                                     | Сокура Андрій Валерійович          | 05.11.2010            | Освіта вища    | член Політичної партії «Рідне місто»          | Виконавчий комітет Сумської міської ради, начальник управління інформаційно-аналітичної роботи                                         |
| б/м                                                     | Хоруженко Олександр Олегович       | 05.11.2010            | Освіта вища    | позапартійний                                 | СМГО «Центр досліджень регіональної політики», директор                                                                                |
| б/м                                                     | Забіяка Юрій Костянтинович         | 05.11.2010            | Освіта вища    | позапартійний                                 | Виконавчий комітет Сумської міської ради, радник міського голови Сумська обл., м. Суми                                                 |
| б/м                                                     | Дяденко Ірина Олегівна             | 05.11.2010            | Освіта вища    | позапартійна                                  | Виконавчий комітет Сумської міської ради, помічник міського голови Сумська обл., м. Суми                                               |
| б/м                                                     | Люлько Олег Григорович             | 05.11.2010            | Освіта вища    | позапартійний                                 | Сумська обласна клінічна лікарня, лікар-уролог                                                                                         |
| б/м                                                     | Байдак Олександр Геннадійович      | 10.10.2013            | Освіта вища    | позапартійний                                 | ТОВ «Оріон-Сервіс», директор |
| б/м                                                     | Шилов Віталій Володимирович        | 23.03.2012            | Освіта вища    | позапартійний                                 | Управління реконструкції та капітального будівництва, начальник                                                                        |
| 14                                                      | Журба Тетяна Володимирівна         | 05.11.2010            | Освіта вища    | член Політичної партії «Рідне місто»          | Управління житлової політики, комунального господарства та благоустрою Сумської міської ради, начальник відділу                        |
| 15                                                      | Антоненко Андрій Геннадійович      | 05.11.2010            | Освіта вища    | позапартійний                                 | відділ організаційно-кадрової роботи Сумської міської ради, начальник                                                                  |
| 17                                                      | Куц Ярослав Валентинович           | 05.11.2010            | Освіта вища    | позапартійний                                 | Управління житлової політики, комунального господарства та благоустрою Сумської міської ради, начальник                                |
| 20                                                      | Сокура Валерій Петрович            | 05.11.2010            | Освіта вища    | позапартійний                                 | пенсіонер |
| 21                                                      | Мурашкіна Світлана Анатоліївна     | 05.11.2010            | Освіта вища    | позапартійна                                  | КУ Сумська спеціалізована школа I-III ст. № 1 ім. В. Стрельченка, директор                                                             |
| 29                                                      | Скиба Володимир Іванович           | 05.11.2010            | Освіта вища    | позапартійний                                 | ТОВ ТРК «Відікон», директор |
| 31                                                      | Рогова Віра Іванівна               | 05.11.2010            | Освіта вища    | позапартійна                                  | КУ Сумська спеціалізована школа № 29, директор                                                                                         |
| 35                                                      | Гриценюк Олександр Станіславович   | 05.11.2010            | Освіта вища    | позапартійний                                 | тимчасово не працює |
| Політична партія «Фронт Змін»                           |                                    |                       |                |                                               | |
| б/м                                                     | Власов Олександр Травневич         | 05.11.2010            | Освіта вища    | член Політичної партії «Фронт Змін»           | ТОВ «АС-Пиво», директор |
| б/м                                                     | Перчаков Олександр Григорович      | 05.11.2010            | Освіта вища    | член Політичної партії «Фронт Змін»           | СФ ПАТ «Західінкомбанк», керуючий |
| б/м                                                     | Богданов Микола Дмитрович          | 05.11.2010            | Освіта вища    | член Політичної партії «Фронт Змін»           | приватний підприємець |
| б/м                                                     | Куц Лариса Вікторівна              | 05.11.2010            | Освіта вища    | член Політичної партії «Фронт Змін»           | Медичний центр «ЕледіЯ», головний лікар                                                                                                |
| 2                                                       | Майборода Андрій Олександрович     | 05.11.2010            | Освіта вища    | член Політичної партії «Фронт Змін»           | СМКЛ № 1, урологічне відділення, лікар-уролог                                                                                          |